# تشارلي كونينغهام (دراج)
تشارلي كونينغهام (بالإنجليزية: Charlie Cunningham)‏ هو دراج أمريكي، ولد في 23 أغسطس 1948.